# Macrolepiota konradii
Macrolepiota konradii är en svampart som först beskrevs av Huijsman ex P.D. Orton, och fick sitt nu gällande namn av Meinhard (Michael) Moser 1967. Macrolepiota konradii ingår i släktet Macrolepiota och familjen Agaricaceae.   Inga underarter finns listade i Catalogue of Life.

## Källor

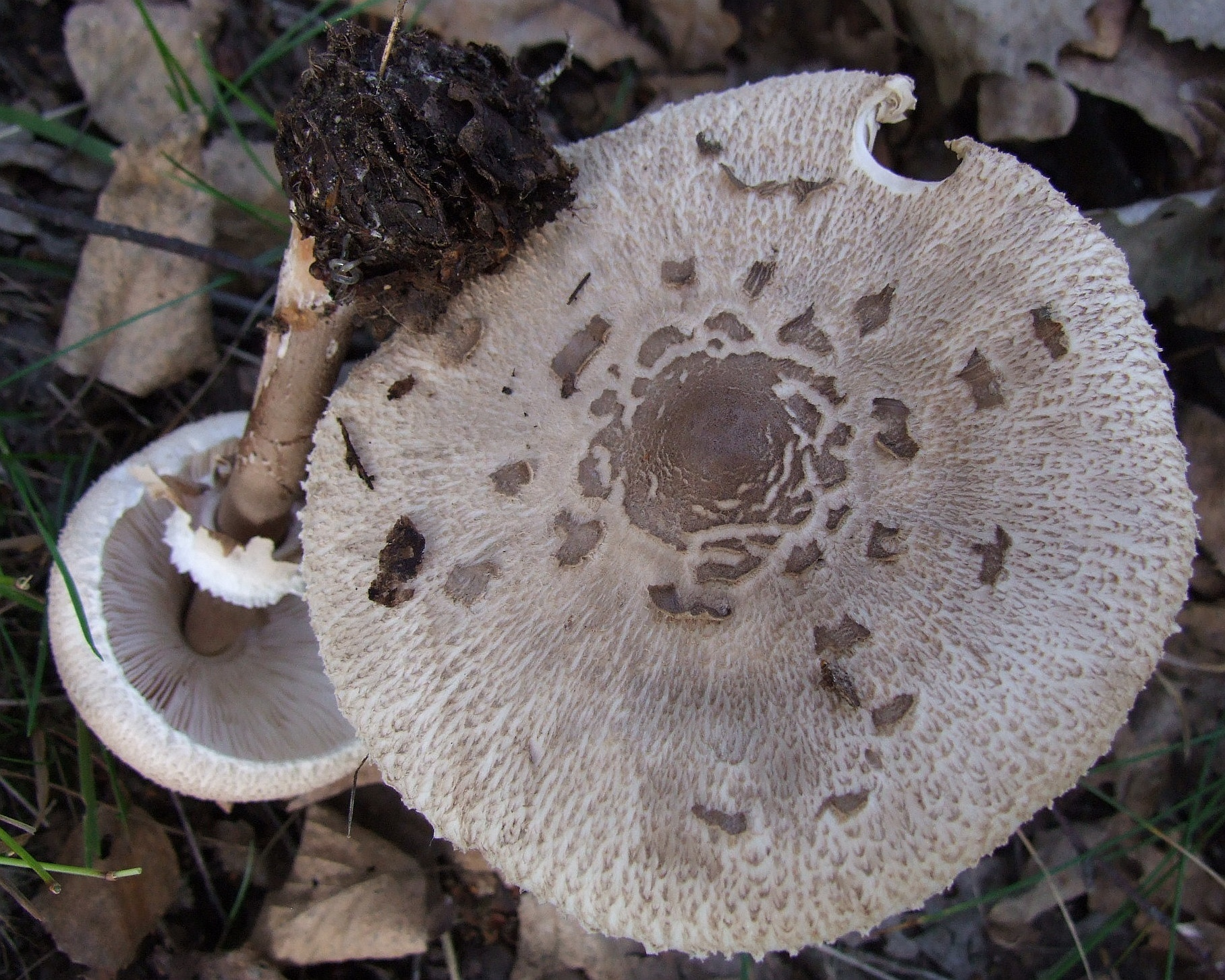
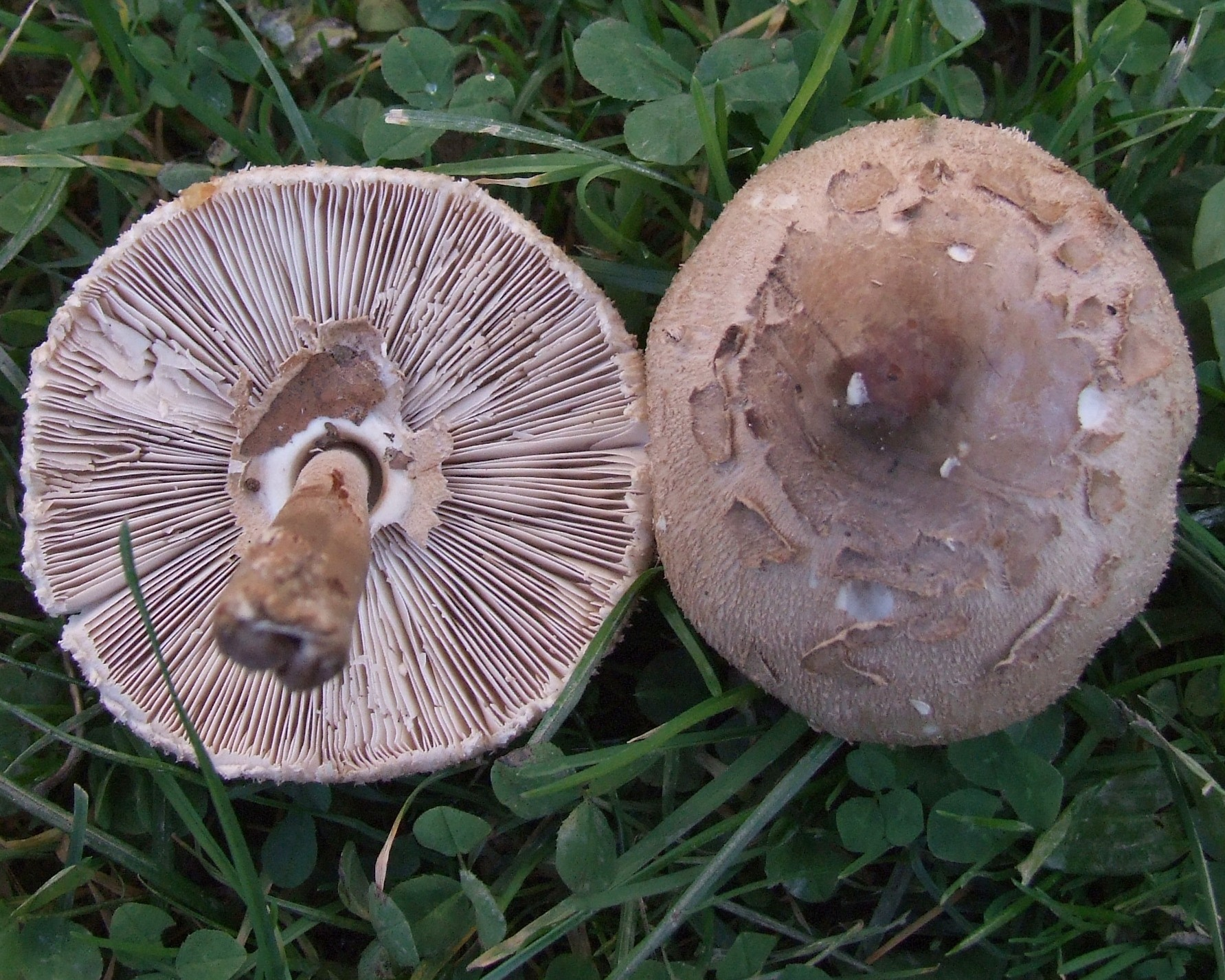
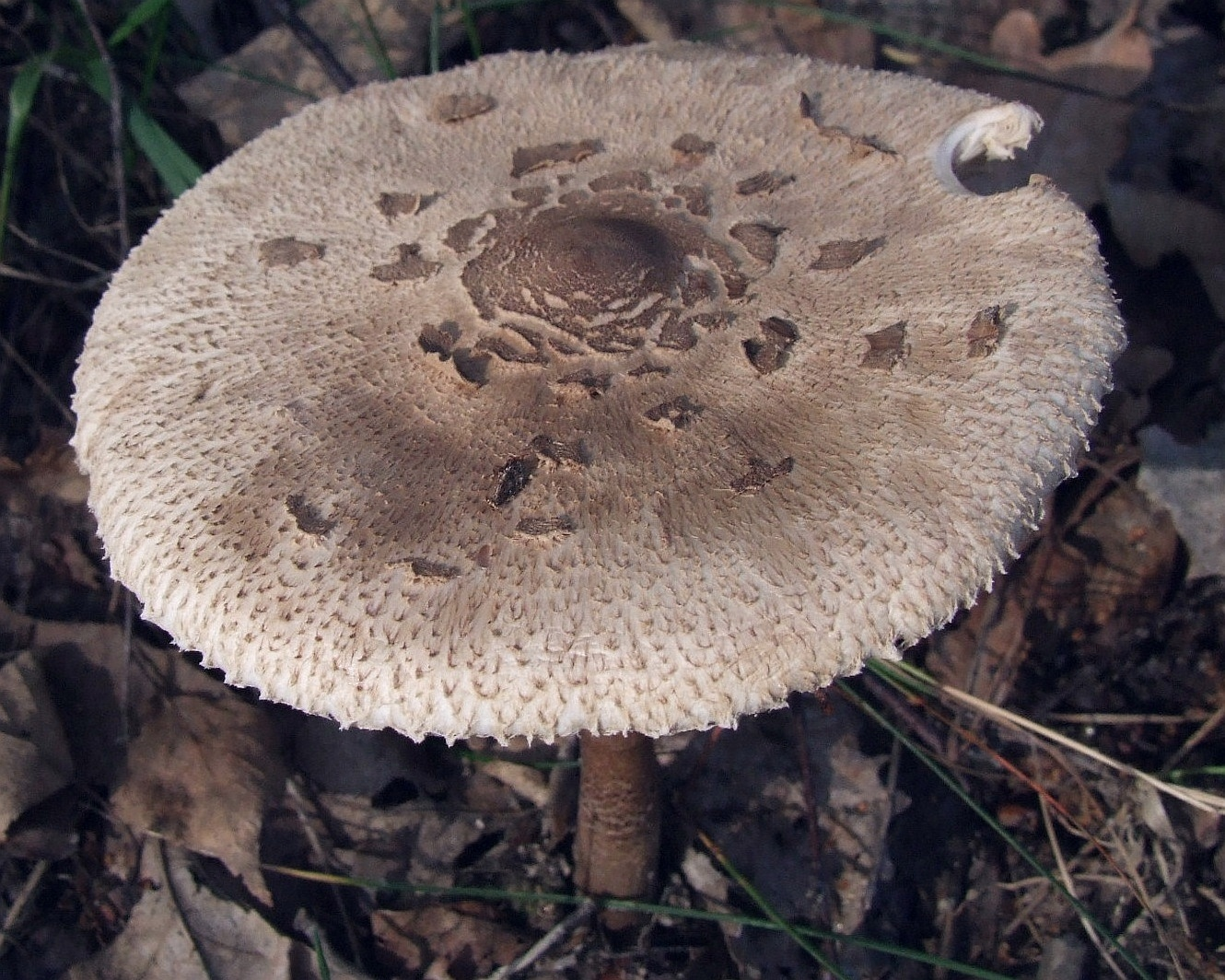